# Rollerball (film 2002)
Rollerball è un film di fantascienza del 2002, remake dell'omonimo film del 1975.
Questa versione aggiornata del film è stata diretta da John McTiernan ed è molto più concentrata sull'azione e meno sulla politica rispetto all'originale. Inoltre a differenza del primo film, la storia prende piede nell'anno 2005, anziché nel 2018. Nel film compaiono vari gruppi autori della colonna sonora tra cui gli Slipknot; pur essendo ambientato principalmente nell'ex Unione Sovietica, il film è stato interamente girato in Canada. Una volta uscito, il film è stato rimontato e riproposto, ma senza ottenere comunque alcun successo.

## Trama
2005, ormai gran parte dei poteri governativi sono stati dati alla mafia russa comandata da Alexi Petrovich, che ha inventato un nuovo gioco: il Rollerball, gioco violento e sanguinario dove i giocatori all'interno di un'arena devono effettuare un percorso e lanciare una palla di ferro su un piatto. Il punto è segnalato solamente se il tiro è abbastanza forte da attivare un dispositivo che fa partire i fuochi d'artificio, e la squadra avversaria deve cercare di impedire di segnare, impossessarsi della palla e segnare a sua volta. Petrovich però, per riuscire ad attirare i maggiori sponsor e incrementare gli ascolti televisivi, trucca gli incontri, facendo in modo che un giocatore venga ferito in maniera apparentemente accidentale. Nessuno ormai osa mettersi contro di loro, a parte un affiatato gruppo di ribelli di cui fanno parte Jonathan Cross e Marcus Ridley, due ragazzi a cui piace il Rollerball, ma non la violenza e gli inganni imposti da Alexi.
Dopo l'assalto ad una cittadina, Jonathan incontra una ragazza, Aurora, di cui si innamora subito e scopre che anche lei è una ribelle, così decidono di attaccare in gruppo i mafiosi entrati in città riuscendo ad ucciderli tutti. Sanjay, un vecchio amico di Jonathan, si unisce ad Alexi per cercare informazioni utili da dare ai ribelli, in seguito Marcus e Jonathan divenuti una minaccia, vengono presi di mira dai complici di Alexi, ma la coppia riesce a sopravvivere a tutti i tentativi di uccisione sul campo da gioco. Ora i due sono più che sicuri che è meglio uscire dalla Russia, e dopo aver rubato una motocicletta fuggono verso il confine, ma Alexi e i suoi uomini, arrivati precedentemente in zona, sparano alle gomme facendo cadere i due protagonisti, quindi alzano il ponte levatoio che separa i due stati nella speranza che Jonathan e Marcus si arrendano; ma uno dei due si sacrificherà: Marcus salterà il ponte levatoio con la motocicletta sotto richiesta di Jonathan, ma Alexi ucciderà Marcus con un colpo di fucile. Sorpreso e rattristato, della morte dell'amico, Jonathan accetta la proposta di Alexi di combattere in un Rollerball a Mosca, dove ritrova Aurora, rapita dagli uomini di Alexi.
Iniziato lo scontro, Jonathan si trova inizialmente in difficoltà e viene ferito dagli avversari armati di mazze e coltelli, ma grazie all'aiuto dei compagni di squadra, inizia a sconfiggere gli avversari uno ad uno finché non riesce a prendere possesso della palla di ferro della vittoria e scagliarla contro Alexi. Egli ferito al volto, scappa nel seminterrato dove viene raggiunto da Jonathan che lo uccide fracassandogli la testa con uno sgabello. Sanjay gli rivela quindi che è lui il successore di Alexi e tenta di uccidere Jonathan: quest'ultimo riesce a prendere un fucile e ad ucciderlo, distruggendo la 1° e 2° Repubblica. Intanto nell'arena il pubblico si è ribellato contro la gang del defunto Alexi: i suoi uomini vengono presi di mira e pestati. La vittoria di Jonathan contro il governo è ormai chiara e adesso potrà finalmente tornare ad essere felice e vivere la sua vita con Aurora.

## Colonna sonora
1. Boom – P.O.D.
2. Told You So – Drowning Pool
3. Ride – Beautiful Creatures
4. Millionaire – Rappagariya
5. I Am Hated – Slipknot
6. Body Go – Hardknox
7. Feel So Numb – Rob Zombie
8. Keep Away – Godsmack
9. Insane in the Brain - Sen Dog
10. Flashpoint - Fear Factory
11. When I Come Around - Green Day
12. Crawling in the Dark - Hoobastank
13. Time To Play - Pillar
14. Never Gonna Stop - Rob Zombie

## Critica
Per questo film l'attrice Rebecca Romijn è stata nominata ai Razzie Awards 2002 come Peggior attrice non protagonista.